# ريزوتو

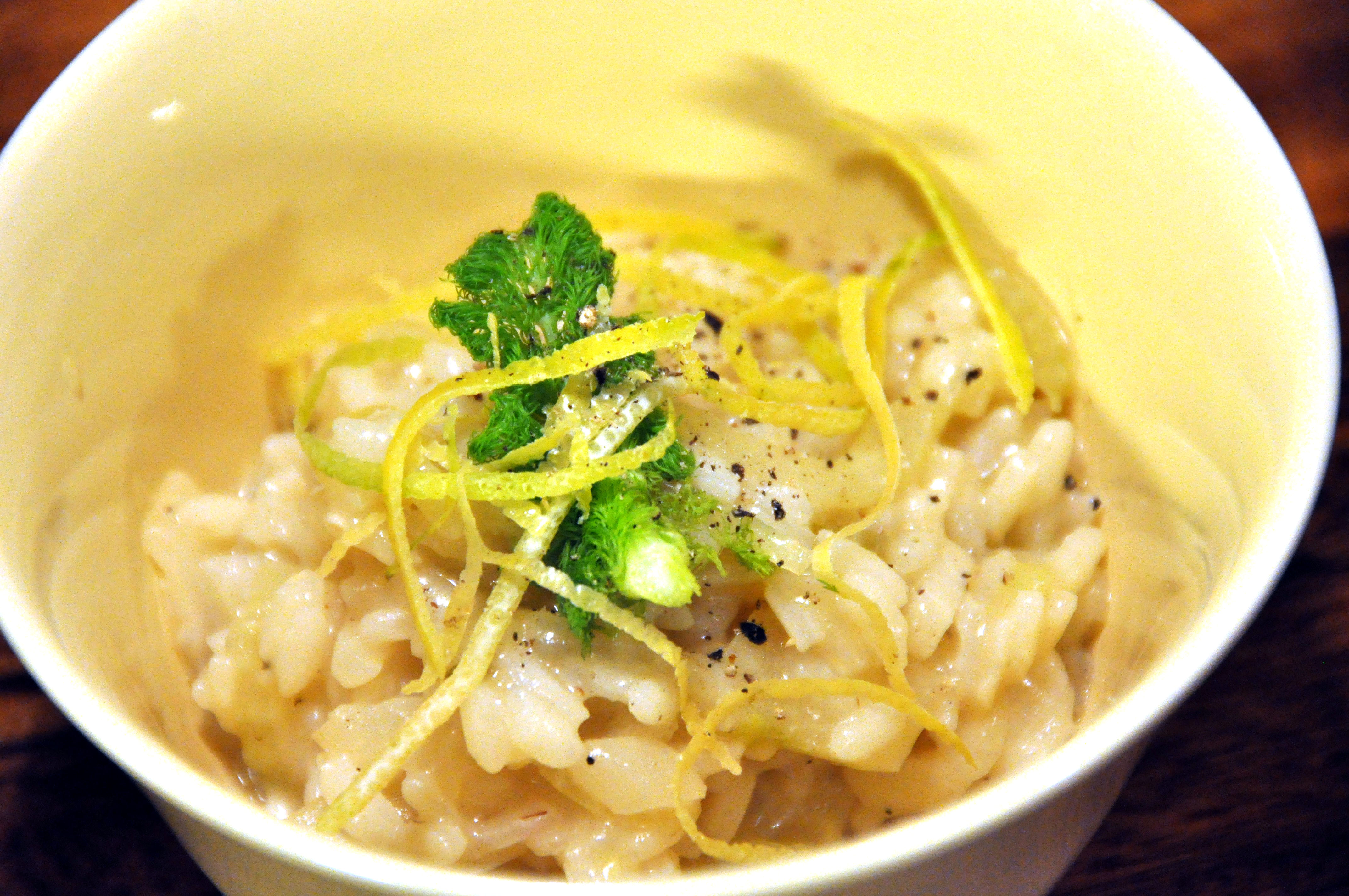
طبق ريزوتو

ريزوتو هو طبق إيطالي يقدّم عادةً كمقبّلات قبل تناول الطبق الرئيسي. هناك عدة وصفات وعدّة مكوّنات لتحضير الريزوتو ولكن أساس كل هذه الوصفات هو الأرز. يمكن أن يحضّر الريزوتو أيضاً كطبق أساسي من الدجاج، الكريما، الزبدة، الحمص، البصل، الثوم، الزيت، مرق الدجاج، الفلفل والملح , يعتبر الريزوتو من أشهر أطباق الأرز في إيطاليا.

## المحتوى
تحتوي وجبة الريزوتو (220غ تقريباً) بحسب موقع شهية، على المعلومات الغذائية التالية:
- السعرات الحرارية: 589
- الدهون: 19
- الدهون المشبعة: 8
- الكوليسترول: 63
- الكاربوهيدرات: 73
- البروتينات: 29